# Следствие ведут ЗнаТоКи. Чёрный маклер

Кадр из фильма. Шахов показывает Артуру, как подбросить яд в еду Шутикову.

«Следствие ведут ЗнаТоКи. Чёрный маклер» — советский детективный телефильм, первый из цикла «Следствие ведут ЗнаТоКи». Премьера — 14 февраля 1971 года.

## Сюжет
В суде слушается дело о группе расхитителей, предварительное следствие по которому вёл Знаменский. Неожиданно все подсудимые разом отказываются от своих прежних показаний. Теперь руководителем и организатором преступной группы все в один голос называют не сидящего рядом на скамье подсудимых Шахова, а рядового бухгалтера Шутикова, которым следствие вообще не интересовалось. Шутиков скрылся, и местонахождение его неизвестно. Дело возвращают на доследование, Шахова освобождают из-под стражи прямо в зале суда.
Знаменский не удивлён произошедшим. Ещё до суда он получал анонимные письма, в которых его предупредили, что подсудимые на суде изменят показания. Знатокам ясно, что кто-то влиятельный, оставшийся в тени, постарался отвести обвинения от Шахова. Чтобы установить эту личность, нужно найти Шутикова, причём срочно: аноним предупреждает, что жизнь бухгалтера в опасности.
Оказавшись на свободе, Шахов действительно поручает своему подручному Артуру найти и убить Шутикова. Томину удаётся опередить Артура в поисках сбежавшего бухгалтера. Закулисным дирижёром комбинации оказывается родственник Шахова, махинатор с довоенным стажем по кличке Чёрный маклер. Анонимки Знаменскому писала жена Шахова, уставшая от жизни в качестве жены вора, но не имеющая сил для того, чтобы открыто выступить против мужа.
Шахова, уже под фамилией Сергеева, появится снова в 8-м деле «Побег». Спустя годы после событий «Чёрного маклера» она работает парикмахером в провинциальном городке.

## Роли и исполнители
- Георгий Мартынюк — Павел Павлович Знаменский
- Леонид Каневский — Александр Николаевич Томин
- Эльза Леждей — Зинаида Яновна Кибрит
- Борис Иванов — Михаил Борисович Шахов
- Людмила Богданова — Елена Романовна, она же «Шахиня», жена Шахова
- Аркадий Песелев — Артур Николаевич Кротов, подручный Шахова
- Вера Майорова — Раечка
- Сергей Приселков — Константин Шутиков, бухгалтер
- О. Якунина — тётка Шутикова
- Юрий Катин-Ярцев — Дядя  Жора, он же «Чёрный маклер»
- Кирилл Глазунов — судебный заседатель
- Тигран Давыдов — Преображенский, подсудимый (в титрах не указан)

## История создания
Фильм основан на реальных событиях. Ольга и Александр Лавровы, получили известность в конце 1960-х годов по репортажам «из зала суда» в «Литературной газете» и по сценариям для телевизионных постановок. В начале лета 1970 года они принесли на ЦТ СССР сценарий первых четырёх серий для нового детективного сериала. Сценарий быстро получил одобрение руководства. Летом 1970 года прошёл подбор актёров и репетиции. На главные роли были выбраны актёры Театра на Малой Бронной Георгий Мартынюк и Леонид Каневский, а также Эльза Леждей из Театра киноактёра. Две первые серии «Чёрный маклер» и «Ваше подлинное имя» были сняты осенью 1970 года. Режиссёра Вячеслава Бровкина и исполнителя главной отрицательной роли Катина-Ярцева также пригласили из Театра на Малой Бронной.